# عبد اللطيف الطيباوي
عبد اللطيف الطيباوي  ولد في الطيبة سنة 1910 تعلم في مدرسة طولكرم الأميرية ثم بدار المعلمين بالقدس. نال عام 1925 خلال دراسته جائزة لمسابقة اعدتها مجلة (الهلال) لاحسن مقال. التحق بالجامعة الأمريكية في بيروت ونال شهادة البكالوريوس في التاريخ والأدب العربي عام 1929 وربح معها جائزة مونرد. عين استاذاً للتاريخ في ثانوية الرملة ثم رقى سكرتيراً خاصاً بمدير المعارف العام، فمساعد مفتش في القدس. نال الدكتوراة في الفلسلفة من جامعة لندن. نشر مقالات متعددة الموضوعات في اختصاصه فمنحته جامعة لندن درجة (أستاذ باحث) المتفرغ لدراسة المعالم البريطانية الثقافية والدينية في فلسطين. دعته جامعة هارفارد في الولايات المتحدة لإخراج كتاب عن مصالحها الثقافية والدينية في سوريا. منحته جامعة لندن درجة دكتوراة في الآداب مكافأة على آثاره العلمية.- نشر عشرات المقالات والمراجعات في التاريخ والأدب والتربية وصنف كتب اتسمت بالعمق والشمول باللغة. عَلَم في جامعة لندن وجامعة هارفارد.

## آثاره
- التصوف الإسلامي العربي: بحث في تطور الفكر العربي، القاهرة، 1928.[5]
- التعليم العربي في فلسطين في عهد الانتداب، لندن 1956.
- المصالح البريطانية في فلسطين، 1800-1901، أكسفورد، 1961.
- المصالح الأمريكية في سوريا 1800-1901، أكسفورد، 1966.
- المستشرقون الناطقون بالإنكليزية، لندن، 1964.
- الرسالة المقدسية للغزالي، لندن، 1965.
- التغلغل الثقافي الروسي في سوريا وفلسطين في القرن التاسع عشر، لندن، 1966.
- تاريخ سوريا الحديث (بما فيه لبنان وفلسطين)، لندن، 1969.
- القدس ومكانتها في الإسلام والتاريخ العربي، لندن، 1969.[6]